# Dalbergia martinii
Dalbergia martinii är en ärtväxtart som beskrevs av Frank White. Dalbergia martinii ingår i släktet Dalbergia, och familjen ärtväxter. Inga underarter finns listade i Catalogue of Life.